# Live (àlbum de Running Wild)
Live és un àlbum en directe del grup de heavy metal alemany Running Wild gravat en la seva gira del 2002.
Disc 1
1. "March Of The Final Battle" - 02:16
2. "Welcome To Hell" - 04:38
3. "Bad To The Bone" - 05:33
4. "Lead Or Gold" - 06:04
5. "Riding The Storm" - 05:15
6. "When Time Runs Out" - 06:07
7. "The Brotherhood" - 07:21
8. "Soulless" - 05:43
9. "Blazon Stone" - 05:21

Disc 2
1. "Crossfire" - 04:58
2. "Metalmachine Solo" - 03:02
3. "Kiss Of Death" - 04:15
4. "Uaschitschun" - 05:32
5. "Unation" - 06:20
6. "Victory" - 06:25
7. "Prisoners Of Our Time" - 05:10
8. "Purgatory" - 06:23
9. "Soulstrippers" - 05:19
10. "Under Jolly Roger" - 04:41

## Membres
- "Rock 'n'" Rolf Kasparek - veu, guitarra
- Bernd Aufermann - guitarra
- Peter Pichl - baix
- Matthias Liebetruth - bateria